# Rest in power

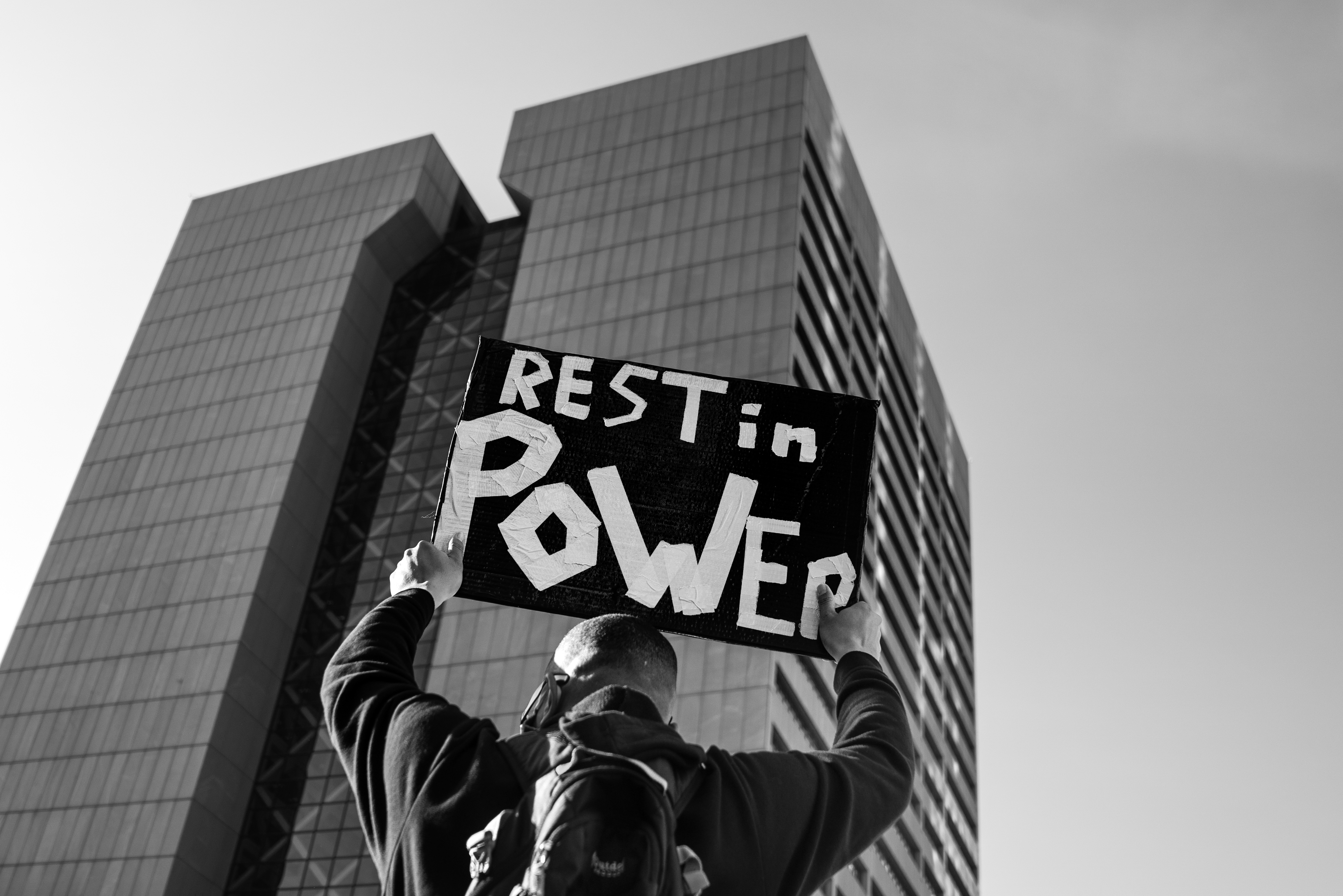
Um manifestante segurando uma placa escrita "rest in power" do lado de fora do Centro Governamental do Condado de Hennepin durante o julgamento de Derek Chauvin (2021)

Rest in power é uma variação do epitáfio anglófono "rest in peace" usada principalmente nas comunidades negras e LGBT para lamentar, lembrar ou homenagear uma pessoa falecida, especialmente alguém que lutou contra preconceitos sistêmicos como racismo, homofobia ou transfobia, ou que sofreu por causa disso. Tem sido usado principalmente nos Estados Unidos para homenagear e elogiar vítimas de crimes de ódio enquanto protestavam contra a desigualdade social e a discriminação institucionalizada, que levaram essa pessoa à morte. "Rest in power" também é usado para homenagear uma figura pública que fez alguma diferença na vida das comunidades minoritárias e foi significativa e respeitada dentro delas.
Pode ser traduzido para o português como "descanse no poder", significando "descanse na força de lutar" ou "descanse na força dessa luta, que fez toda a diferença".

## Origem
O etimologista Barry Popik rastreou o uso mais antigo da frase em uma postagem em um grupo de notícias em 18 de fevereiro de 2000, que prestou homenagem a um grafiteiro chamado Mike 'Dream' Francisco de Oakland, Califórnia, que havia sido baleado e morto durante um assalto à mão armada. Os grafites de Dream eram em tom político e suas obras costumavam criticar o tratamento do governo dos Estados Unidos em relação às pessoas pobres e marginalizadas. A postagem no grupo de notícias "alt.grafitti", de um colaborador identificado apenas como "SPANK", terminou com as palavras "REST IN POWER PLAYA".
O termo foi usado em 2005 em um artigo no jornal Ottawa Citizen em um grafite em homagem à Jennifer Teague, uma jovem que foi assassinada durante as primeiras horas da manhã de 8 de setembro de 2005.
"Rest in power" circulou no Twitter no final dos anos 2000 e início de 2010 em homenagem à pessoas de cor recentemente falecidas, como os músicos Eartha Kitt e Prince.